# Ochyrocera corozalensis
Ochyrocera corozalensis är en spindelart som beskrevs av González-Sponga 200. Ochyrocera corozalensis ingår i släktet Ochyrocera och familjen Ochyroceratidae.
Artens utbredningsområde är Venezuela. Inga underarter finns listade i Catalogue of Life.